# Лаптево (Раменский муниципальный округ)
Ла́птево — деревня в Раменском муниципальном районе Московской области. Входит в состав сельского поселения Ульянинское. Население — 11 чел. (2010).

## Название
Название связано с некалендарным личным именем Лапоть.

## География
Деревня Лаптево расположена в южной части Раменского района, примерно в 30 км к югу от города Раменское. Высота над уровнем моря 126 м. В 2 км к северу от деревни протекает река Отра. Ближайшие населённые пункты — деревни Костино и Новомайково.

## История
В 1926 году деревня входила в Майковский сельсовет Ульяновской волости Бронницкого уезда Московской губернии.
С 1929 года — населённый пункт в составе Бронницкого района Коломенского округа Московской области. 3 июня 1959 года Бронницкий район был упразднён, деревня передана в Люберецкий район. С 1960 года в составе Раменского района.
До муниципальной реформы 2006 года деревня входила в состав Ульянинского сельского округа Раменского района.

## Население
| 1926 | 2002 | 2010 |
| ---- | ---- | ---- |
| 103  | ↘2   | ↗11  |

В 1926 году в деревне проживало 103 человека (45 мужчин, 58 женщин), насчитывалось 18 крестьянских хозяйств. По переписи 2002 года — 2 человека (1 мужчина, 1 женщина).